# Tomahawk (альбом)
| Оценки критиков  | Оценки критиков |
| Источник         | Оценка          |
| ---------------- | --------------- |
| AllMusic         | [ 4 ]           |
| Boston Herald    | [ 2 ]           |
| Drowned in Sound | 8/10            |
| Pitchfork        | 7/10            |

Tomahawk — дебютный студийный альбом супер-группы Tomahawk Майка Паттона был выпущен в 2001 году на лейбле Ipecac Recordings.
Tomahawk — концептуальный альбом, рассказывающий о жизни серийного убийцы: о событиях, переживаниях, чувствах.

## Исполнители
- Майк Паттон - Вокал, Клавиши
- Дуэйн Дэнисон - Гитара,
- Джон Стэниер - Ударные
- Кевин Рутманис - Бас-Гитара

## Список композиций
1. "Flashback" – 2:58
2. "101 North" – 5:13
3. "Point and Click" – 3:09
4. "God Hates a Coward" – 2:39
5. "POP 1" – 3:25
6. "Sweet Smell of Success" – 3:48
7. "Sir Yes Sir" – 2:09
8. "Jockstrap" – 3:51
9. "Cul de Sac" – 1:44
10. "Malocchio" – 2:42
11. "Honeymoon" – 3:07
12. "Laredo" – 4:16
13. "Narcosis" – 2:39

## Позиции в Чартах
| Год  | Чарт                   | Позиция |
| ---- | ---------------------- | ------- |
| 2001 | Top Heatseekers        | 31      |
| 2001 | Top Independent Albums | 20      |
| 2001 | Australian Album Chart | 37      |